# أنس الطاهري
أنس الطاهري (5 مايو 1995 بروكسل) . هو لاعب كرة قدم بلجيكي من أصل مغربي، يشغل مركز لاعب خط وسط في فريق المغرب الفاسي. يحمل الجنسيتين المغربية والبلجيكية.

## نبذة شخصية
ولد أنس لوالدين مهاجرين من الريف في المغرب. انضم في سن مبكرة جدًا إلى أكاديمية نادي أندرلخت.

## روابط خارجية
أنس الطاهري على موقع قاعدة بيانات كرة القدم.إي يو (الإنجليزية)
- أنس الطاهري على موقع Soccerway.com (الإنجليزية)
- أنس الطاهري على موقع عالم كرة القدم.نت (الإنجليزية)